# وزارة الإنتاج الحربي (مصر)
وزارة الإنتاج الحربي المصرية هي الوزارة المسؤولة عن إدارة تطوير وتشغيل المصانع العسكرية في جمهورية مصر العربية ويرأسها حاليًا الفريق محمد صلاح الدين مصطفى، الذي تولى الوزارة ضمن وزارة مصطفى مدبولي في 14 أغسطس 2022.

## التاريخ
نشأت الحاجة الملحة للاعتماد على التصنيع الوطني المصري في مجال التسلح نتيجة للآثار السلبية التي خلفتها حروب فلسطين، بالإضافة إلى قضايا الأسلحة الفاسدة التي أثارت مشاعر وطنية قوية في السنوات التي سبقت ثورة 23 يوليو. استجابة لذلك، قامت وزارة الحربية بتشكيل إدارة فنية تضم أفضل ضباط الأسلحة والذخيرة من مختلف التخصصات، وكذلك من سلاح الصيانة. كما تم تنظيم التعاون مع مصر لتوفير المعدات والماكينات اللازمة لإنشاء مصانع للذخائر، وذلك في إطار خطة لبدء الإنتاج الحربي في البلاد.
وفي عام 1951، تم تأسيس المجلس الأعلى للمصانع الحربية ليقوم بدور التخطيط المركزي، ويتحمل مسؤولية تطوير الصناعات الحربية المصرية، بالإضافة إلى إنشاء الصناعات المغذية لها.

## الهيئات التابعة
الهيئة القومية للإنتاج الحربي
وتتبعها الشركات الآتية:
| - أبو زعبل للصناعات الهندسية. - أبو زعبل للكيماويات المتخصصة. - أبو زعبل للصناعات المتخصصة. - مصنع إنتاج وإصلاح المدرعات. - المعصرة للصناعات الهندسية. - المعادي للصناعات الهندسية. - المصرية لإنتاج وتصنيع محطات تحلية ومعالجة المياه. - قها للصناعات الكيميائية. - هليوبوليس للصناعات الكيميائية. - بنها للصناعات الإلكترونية. - المصرية الوطنية للمستحضرات الدوائية 10%. |  | - حلوان للصناعات الهندسية. - حلوان للأجهزة المعدنية. - حلوان للآلات والمعدات. - حلوان لمحركات الديزل. - شبرا للصناعات الهندسية. - أبو قير للصناعات الهندسية - المعصرة جاز مترو لصناعة عدادات الغاز - حلوان للمسبوكات. - حلوان للصناعات الغير حديدية. - الإنتاج الحربي للمشروعات والاستشارات الهندسية. |

## المراكز التابعة
- المعهد الفني للصناعات المتطورة.[22]
- مركز نظم المعلومات والحواسب.[23]
- مركز التميز العلمي والتكنولوجي.[24]
- المركز الطبي بحلوان.[25]
- الأكاديمية المصرية للهندسة والتكنولوجيا المتقدمة
- المدرسة الفنية للتعليم المزدوج
- نادي الإنتاج الحربي

## الوزراء
| الترتيب | الوزير                | الفترة                            | الوزارة                       | ملاحظات |
| ------- | --------------------- | --------------------------------- | ----------------------------- | --- |
| 1       | عبد الوهاب البشري     | 10 سبتمبر 1966                    | وزارة صدقي سليمان             | في 22 مايو 1969: صدر قرار بإلغاء وزارة الإنتاج الحربي |
| 1       | عبد الوهاب البشري     | 19 يونيو 1967                     | وزارة صدقي سليمان             | في 22 مايو 1969: صدر قرار بإلغاء وزارة الإنتاج الحربي |
| 1       | عبد الوهاب البشري     | 19 يونيو 1967                     | وزارة جمال عبد الناصر التاسعة | في 22 مايو 1969: صدر قرار بإلغاء وزارة الإنتاج الحربي |
| 1       | عبد الوهاب البشري     | 20 مارس 1968                      | وزارة جمال عبد الناصر التاسعة | في 22 مايو 1969: صدر قرار بإلغاء وزارة الإنتاج الحربي |
| 1       | عبد الوهاب البشري     | 20 مارس 1968                      | وزارة جمال عبد الناصر العاشرة | في 22 مايو 1969: صدر قرار بإلغاء وزارة الإنتاج الحربي |
| 1       | عبد الوهاب البشري     | 26 أبريل 1969                     | وزارة جمال عبد الناصر العاشرة | في 22 مايو 1969: صدر قرار بإلغاء وزارة الإنتاج الحربي |
| 2       | محمد إبراهيم سليم     | 19 سبتمبر 1971 17 يناير 1972      | وزارة محمود فوزي الرابعة      | - كان رئيسًا لأركان حرب القوات المسلحة المصرية. - عُين لاحقًا رئيسًا للكلية الفنية العسكرية. |
| 2       | محمد إبراهيم سليم     | 17 يناير 1972 26 أكتوبر 1972      | وزارة عزيز صدقي               | - كان رئيسًا لأركان حرب القوات المسلحة المصرية. - عُين لاحقًا رئيسًا للكلية الفنية العسكرية. |
| 3       | أحمد كامل البدري      | 26 أكتوبر 1972 26 مارس 1973       | وزارة عزيز صدقي               | |
| 3       | أحمد كامل البدري      | 26 مارس 1973 25 أبريل 1974        | وزارة أنور السادات الأولى     | |
| 3       | أحمد كامل البدري      | 25 أبريل 1974 25 سبتمبر 1974      | وزارة أنور السادات الثانية    | |
| 3       | أحمد كامل البدري      | 25 سبتمبر 1974 16 أبريل 1975      | وزارة عبد العزيز حجازي        | |
| 3       | أحمد كامل البدري      | 16 أبريل 1975 19 مارس 1976        | وزارة ممدوح سالم الأولى       | |
| 4       | جمال الدين صدقي       | 19 مارس 1976 9 نوفمبر 1976        | وزارة ممدوح سالم الثانية      | |
| 4       | جمال الدين صدقي       | 9 نوفمبر 1976 26 أكتوبر 1977      | وزارة ممدوح سالم الثالثة      | |
| 5       | عبد الستار مجاهد عرفة | 9 مايو 1978 5 أكتوبر 1978         | وزارة ممدوح سالم الخامسة      | - كان منصب الوزارة شاغرًا أثناء وزارة ممدوح سالم الرابعة. |
| 6       | كمال توفيق نصار       | 5 أكتوبر 1978 19 يونيو 1979       | وزارة مصطفى خليل الأولى       | |
| 6       | كمال توفيق نصار       | 19 يونيو 1979 14 مايو 1980        | وزارة مصطفى خليل الثانية      | |
| 7       | جمال السيد إبراهيم    | 14 مايو 1980:113 14 أكتوبر 1981   | وزارة أنور السادات الثالثة    | - استمرت الوزارة في أداء مهامها على الرغم من مقتل السادات. |
| 7       | جمال السيد إبراهيم    | 14 أكتوبر 1981:118 3 يناير 1982   | وزارة حسني مبارك              | |
| 7       | جمال السيد إبراهيم    | 3 يناير 1982 31 أغسطس 1982        | وزارة فؤاد محيي الدين الأولى  | |
| 7       | جمال السيد إبراهيم    | 31 أغسطس 1982 16 يوليو 1984       | وزارة فؤاد محيي الدين الثانية | |
| 7       | جمال السيد إبراهيم    | 16 يوليو 1984 4 سبتمبر 1985       | وزارة كمال حسن علي            | |
| 7       | جمال السيد إبراهيم    | 4 سبتمبر 1985 9 نوفمبر 1986       | وزارة علي لطفي                | |
| 7       | جمال السيد إبراهيم    | 11 نوفمبر 1986 13 أكتوبر 1987     | وزارة عاطف صدقي الأولى        | |
| 7       | جمال السيد إبراهيم    | 13 أكتوبر 1987:128 14 أكتوبر 1993 | وزارة عاطف صدقي الثانية       | |
| 8       | محمد الغمراوي         | 14 أكتوبر 1993 2 يناير 1996       | وزارة عاطف صدقي الثالثة       | |
| 8       | محمد الغمراوي         | 4 يناير 1996 5 أكتوبر 1999        | وزارة كمال الجنزوري الأولى    | |
| 9       | سيد مشعل              | 10 أكتوبر 1999 9 يوليو 2004       | وزارة عاطف عبيد               | |
| 9       | سيد مشعل              | 14 يوليو 2004 19 ديسمبر 2005      | وزارة أحمد نظيف الأولى        | |
| 9       | سيد مشعل              | 30 ديسمبر 2005 28 يناير 2011      | وزارة أحمد نظيف الثانية       | |
| 9       | سيد مشعل              | 31 يناير 2011 3 مارس 2011         | وزارة أحمد شفيق               | |
| 9       | سيد مشعل              | 7 مارس 2011 21 يوليو 2011         | وزارة عصام شرف                | |
| 10      | علي صبري              | 21 يوليو 2011 21 نوفمبر 2011      | وزارة عصام شرف                | |
| 10      | علي صبري              | 7 ديسمبر 2011 25 يونيو 2012       | وزارة كمال الجنزوري الثانية   | |
| 10      | علي صبري              | 2 أغسطس 2012 12 أغسطس 2012        | وزارة هشام قنديل              | |
| 11      | رضا حافظ              | 12 أغسطس 2012 8 يوليو 2013        | وزارة هشام قنديل              | |
| 11      | رضا حافظ              | 16 يوليو 2013 24 فبراير 2014      | وزارة حازم الببلاوي           | |
| 12      | إبراهيم يونس          | 1 مارس 2014 9 يونيو 2014          | وزارة إبراهيم محلب الأولى     | |
| 12      | إبراهيم يونس          | 16 يونيو 2014 12 سبتمبر 2015      | وزارة إبراهيم محلب الثانية    | |
| 13      | محمد العصار           | 19 سبتمبر 2015 5 يونيو 2018       | وزارة شريف إسماعيل            | - كان عضوًا في المجلس الأعلى للقوات المسلحة أثناء ثورة 25 يناير. - توفي في منصبه يوم 6 يوليو 2020 بعد صراعه مع المرض                                                                                         |
| 13      | محمد العصار           | 14 يونيو 2018 6 يوليو 2020        | وزارة مصطفى مدبولي            | - كان عضوًا في المجلس الأعلى للقوات المسلحة أثناء ثورة 25 يناير. - توفي في منصبه يوم 6 يوليو 2020 بعد صراعه مع المرض                                                                                         |
| 14      | محمد أحمد مرسي        | 19 يوليو 2020                     | وزارة مصطفى مدبولي            | - كان رئيسًا لسلاح المركبات بالقوات المسلحة. - شغل منصب أمين عام الهيئة العربية للتصنيع، ومديرًا عامًا للهيئة العربية للتصنيع في عهد الفريق عبدالمنعم التراس - رئيس مجلس إدارة الهيئة.                         |
| 15      | محمد صلاح مصطفى       | 14 أغسطس 2022                     | وزارة مصطفى مدبولي            | شغل منصب نائب رئيس الهيئة القومية للإنتاج الحربي، والعضو المنتدب لها،و في عدة مناصب قيادية بالقوات المسلحة، حتى عمل مساعدًا لرئيس هيئة التسليح بالقوات المسلحة، قبل أن ينتقل للعمل في الهيئة العربية للتصنيع |

## وصلات خارجية
- موقع وزارة الإنتاج الحربي